# Nationalliga A (Schach) 2006
In der Saison 2006 der Schweizer Nationalliga A im Schach hatten vor der letzten Runde noch drei Mannschaften Titelchancen. Die Schachfreunde Reichenstein lagen mit einem Punkt Vorsprung vor dem Titelverteidiger SG Zürich und der SG Biel an der Spitze. Da der Wettkampf zwischen Reichenstein und Zürich 4:4 endete und Biel verlor, wurde Reichenstein neuer Schweizer Meister.
Aus der Nationalliga B waren Lausanne Le Joueur und der SC Bodan aufgestiegen und mussten direkt wieder absteigen. Zu den gemeldeten Mannschaftskadern der teilnehmenden Vereine siehe Mannschaftskader der Schweizer Nationalliga A im Schach 2006.

## Abschlusstabelle
| Pl. | Verein                     | Sp | G | U | V | MP   | Brett-P.  |
| --- | -------------------------- | -- | - | - | - | ---- | --------- |
| 01. | Schachfreunde Reichenstein | 9  | 6 | 3 | 0 | 15:3 | 43,5:28,5 |
| 02. | SG Zürich (M)              | 9  | 6 | 2 | 1 | 14:4 | 43,0:29,0 |
| 03. | SG Biel                    | 9  | 6 | 1 | 2 | 13:5 | 39,0:33,0 |
| 04. | Schachklub Luzern          | 9  | 6 | 0 | 3 | 12:6 | 40,5:31,5 |
| 05. | SK Mendrisio               | 9  | 4 | 1 | 4 | 9:9  | 37,5:34,5 |
| 06. | SG Winterthur              | 9  | 4 | 0 | 5 | 8:10 | 36,5:35,5 |
| 07. | SG Riehen                  | 9  | 4 | 0 | 5 | 8:10 | 35,0:37,0 |
| 08. | SV Wollishofen             | 9  | 3 | 0 | 6 | 6:12 | 32,5:39,5 |
| 09. | Lausanne Le Joueur (N)     | 9  | 2 | 1 | 6 | 5:13 | 34,5:37,5 |
| 10. | SC Bodan (N)               | 9  | 0 | 0 | 9 | 0:18 | 18,0:54,0 |

## Entscheidungen
|     | Schweizer Meister: Schachfreunde Reichenstein                 |
|     | Absteiger in die Nationalliga B: Lausanne Le Joueur, SC Bodan |
| (M) | Meister der letzten Saison                                    |
| (N) | Aufsteiger der letzten Saison                                 |

## Kreuztabelle
| Ergebnisse | Ergebnisse                 | 01. | 02. | 03. | 04. | 05. | 06. | 07. | 08. | 09. | 10. |
| ---------- | -------------------------- | --- | --- | --- | --- | --- | --- | --- | --- | --- | --- |
| 01.        | Schachfreunde Reichenstein |     | 4   | 4½  | 5½  | 4   | 4½  | 5   | 5½  | 4   | 6½  |
| 02.        | SG Zürich                  | 4   |     | 4   | 3   | 6   | 4½  | 5   | 5½  | 4½  | 6½  |
| 03.        | SG Biel                    | 3½  | 4   |     | 2½  | 4½  | 5   | 5   | 5   | 5   | 4½  |
| 04.        | Schachklub Luzern          | 2½  | 5   | 5½  |     | 3½  | 3½  | 4½  | 4½  | 4½  | 7   |
| 05.        | SK Mendrisio               | 4   | 2   | 3½  | 4½  |     | 5   | 3½  | 3½  | 5½  | 6   |
| 06.        | SG Winterthur              | 3½  | 3½  | 3   | 4½  | 3   |     | 3½  | 4½  | 5   | 6   |
| 07.        | SG Riehen                  | 3   | 3   | 3   | 3½  | 4½  | 4½  |     | 3   | 4½  | 6   |
| 08.        | SV Wollishofen             | 2½  | 2½  | 3   | 3½  | 4½  | 3½  | 5   |     | 3   | 5   |
| 09.        | Lausanne Le Joueur         | 4   | 3½  | 3   | 3½  | 2½  | 3   | 3½  | 5   |     | 6½  |
| 10.        | SC Bodan                   | 1½  | 1½  | 3½  | 1   | 2   | 2   | 2   | 3   | 1½  |     |

## Die Meistermannschaft
| 1.            | Schachfreunde Reichenstein |
| Schachfiguren | Vlastimil Hort, Andreï Sokolov, Karsten Volke, Hansjürg Känel, Heinz Wirthensohn, Jean-Noël Riff, Peter Kühn, Lorenz Maximilian Drabke, Alfred Weindl. |